# 馬斯內島
54°59′20″N 11°53′10″E / 54.98889°N 11.88611°E

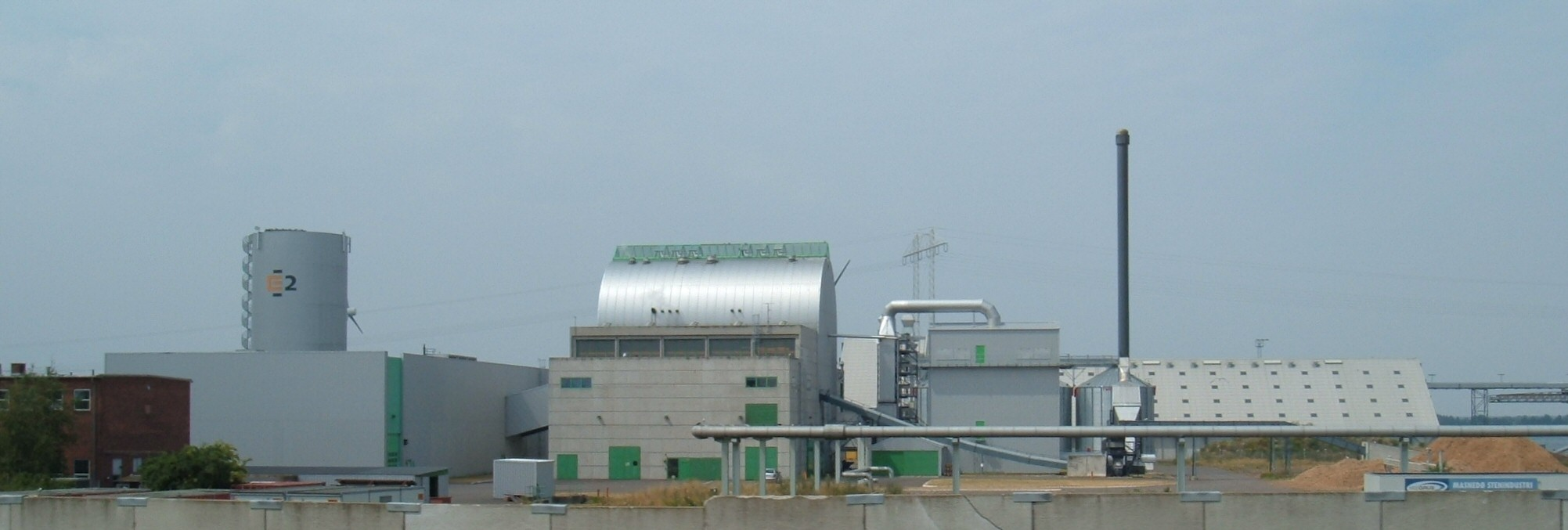

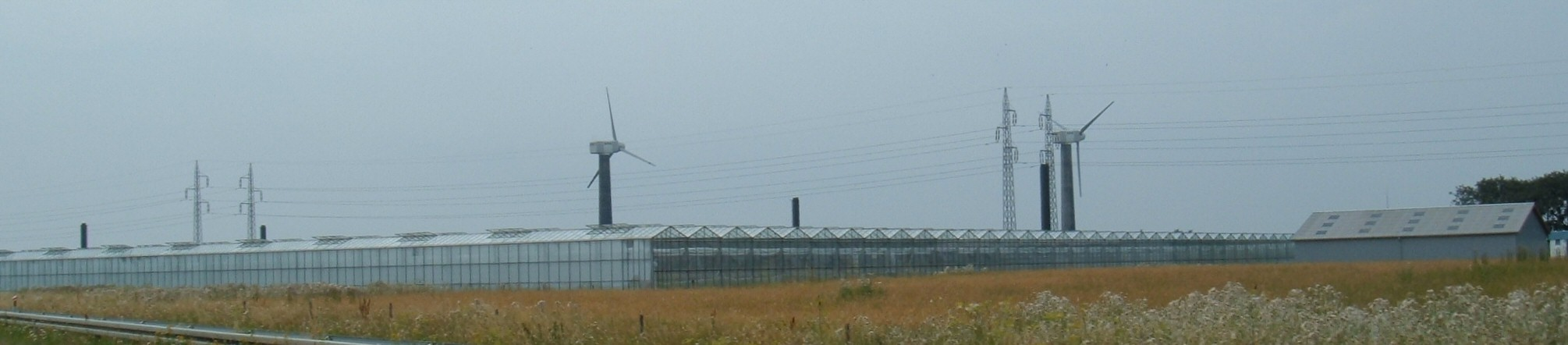

馬斯內島（丹麥語：Masnedø），是丹麥的島嶼，位於西蘭大區，處於西蘭島和法爾斯特島之間，距離首都哥本哈根90公里，長2.4公里、寬1.5公里，面積1.68平方公里，最高點海拔高度2米。